# Xiachuancultuur
De Xiachuancultuur (Chinees:下川 化化, Pinyin: Xiàchuān Wénhuà) was een laatpaleolithische cultuur in de Chinese provincie Shanxi. Het is vernoemd naar de 1973 ontdekte site in Xiachuan in het district Qinshui van Shanxi.
De Xiachuancultuur was hoofdzakelijk verspreid in het zuidoosten van Shanxi, aan het oostelijke uiteinde van het Zhongtiao-gebergte, in de arrondissementen Yuanqu (垣曲), Qinshui (沁水) en Yangcheng (阳城). De economie bestond voornamelijk uit de jacht, aangevuld met het verzamelen. 
Op zestien sites vond men accumulaties van stenen werktuigen. C14-datering plaatste de cultuur in 24.000-16.000 BP. Karakteristiek zijn de microlieten. Bij de stenen werktuigen kan men kleine en grote artefacten onderscheiden. De kleine zijn meestal gemaakt van vuursteen. De steenbewerkingstechnologie was van een hoog niveau. Naast de directe slagtechniek werd er ook gebruikgemaakt van de indirecte slagtechniek. De grote stenen artefacten zijn meestal gemaakt van zandsteen of kwartsiet.